# Herbert Kurke
Herbert Kurke (Schkopau, 16 de agosto de 1939) é um matemático alemão.

## Obras
- com Gerhard Pfister, Marko Roczen: Henselsche Ringe und Algebraische Geometrie, VEB Deutscher Verlag der Wissenschaften, Berlin 1975
- Vorlesungen über algebraische Flächen, Teubner, 1982